# Rdečeča zvitocevka
Rdečeča zvitocevka (znanstveno ime Daedaleopsis confragosa) je gliva iz rodu zvitocevk (Daedaleopsis).

## Značilnosti
Poličast klobuk je poličaste ali pahljačaste polkrožne oblike in ima v premeru od 5 do 15 cm, ter je debel do 2 cm.  Njegova zgornja površina je široko izbočena do ravna, suha, gladka do rahlo dlakava in ima običajno koncentrične pasove. V mladosti je sivkasto rumenkastih barv, v zrelosti dobi rdečkaste in celo črnkaste odtenke. Mlade gobe so usnjate in plutaste konsistence, posušene pa otrdijo.
Spodnja stran ima drobne pore, ki so bele do rumenorjave in na poškodovanih mestih dobijo rožnate ali rdečkaste tone. Oblika por je zelo raznolika, od okrogle do podolgovate ali celo labirintaste. Cevke so dolge do 1,5 cm. 
Beta nima in je pritrjena neposredno na podlago.
Meso je belo do rožnato do rjavkasto in žilavo. Nima značilnega vonja in je rahlo grenkega okusa.

## Razširjenost in življenjski prostor
Je široko razširjena po celotni severni polobli. Raste kot zajedavec na raznih vrstah listavcev, najpogosteje na vrbi in brezi. Na lesu povzroča belo gnilobo, vrsto razpadanja lesa, pri kateri se lignin razgradi, celuloza pa ostane v obliki svetlega ostanka. Obrodi od junija do decembra, a je obstojna in vztraja čez celo leto.

## Mikroskopske značilnosti
Trosni odtis je bele barve. Trosi so cilindrični, gladki in merijo 7–11 x 2–3 μm. Bazidiji (celice, ki nosijo trose) imajo valjasto oziroma paličasto obliko in merijo 20–40 x 3–5 μm. Himenij ima številne hifidije (spremenjene terminalne hife), ki merijo 2–3 μm. Hifni sistem je trimitičen, kar pomeni, da so v gobi tri vrste hif:
- skeletne hife, ki zagotavljajo strukturno oporo, imajo debelo steno in merijo 3–7 μm v premeru
- generativne hife, odgovorne za novo rast in merijo 2–6 μm;
- vezne hife, z debelimi stenami in so močno razvejane, ter merijo 2–5 μm.[4]

## Podobne vrste
- tribarvna zvitocevka (Daedaleopsis tricolor) ima na klobuku kolobarje treh  različnih barvnih odtenkov
- pepelasti zvitoluknjičar (Cerrena unicolor) ima podobno trosovnico, a ima tanjši klobuk in opazno črno črto med povrhnjico in mesom klobuka
- kolobarjasta ploskocevka (Trametes ochracea) ima klobuk podobnih barv kot mlada rdečeča zvitocevka, a ima trosovnico sestavljeno iz drobnih luknjic
- hrastova kresilača (Fomitopsis quercina) ima labirintasto trosovnico, ki spominja na zvitocevke, a je bolj zajetna in svetlejših barv
- brezova ploskocevka (Trametes betulina) ima trosovnico, ki je skoraj lističasta in svetlejši klobuk

## Uporabnost
Neužitna za ljudi, a priljubljena med žuželkami, ki se hranijo z glivami. V ruski študiji so na rdečečih zvitocevkah našli 54 vrst iz 16 družin hroščev (Coleoptera).
Uporablja se pri izdelavi okrasnega papirja, pri čemer se gobe zmeljejo, stisnejo in posušijo, da nastanejo listi z nenavadnimi teksturami in barvami.
Raziskovalci so ugotovili, da imajo izvlečki iz Daedaleopsis confragosa zanimive antioksidativne lastnosti. To pomeni, da lahko goba pomaga zaščititi celice pred poškodbami. Izmerili so količino koristnih spojin v gobah, kot so fenoli in flavonoidi ter ugotovili, da jih te gobe vsebujejo v pomembnih ravneh. Našli so tudi pomembne količine mineralov, kot sta cink in selen.
Študija je proučevala različne zdravstvene koristi rdečečih zvitocevk, zlasti za reproduktivno zdravje žensk. Ugotovili so, da ima goba antioksidativne in citotoksične lastnosti (ubija celice, kar je lahko koristno v boju proti raku), kot tudi potencalno negativne genotoksične lastnosti, kar pomeni, da vpliva na genetski material. Poleg tega modulira encime, kar pomeni, da lahko vpliva na različne biološke reakcije v telesu.

## Galerija slik
- ilustracija
- klobuk mlade gobe preden postane rdečkast
- luknjičasta trosovnica mlade gobe
- labirintasta trosovnica starejših gob